# ویلیامزبورگ (ایندیانا)
ویلیامزبورگ (به انگلیسی: Williamsburg) یک منطقهٔ مسکونی در ایالات متحده آمریکا است که در شهرستان وین، ایندیانا واقع شده‌است. ویلیامزبورگ ۳۲۵ متر بالاتر از سطح دریا واقع شده‌است.